# Nuncjatura Apostolska w Tanzanii
Nuncjatura Apostolska w Tanzanii – misja dyplomatyczna Stolicy Apostolskiej w Zjednoczonej Republice Tanzanii. Siedziba nuncjusza apostolskiego mieści się w Dar es Salaam.

## Historia
W 1968 papież Paweł VI utworzył Nuncjaturę Apostolską w Tanzanii. Nuncjusze apostolscy rezydują w Tanzanii od 1970.

## Nuncjusze apostolscy w Tanzanii
do 1994 z tytułem pronuncjusza apostolskiego
- abp Pierluigi Sartorelli (1968 - 1970) Włoch; nuncjusz apostolski w Kenii
- abp Franco Brambilla (1970 - 1981) Włoch
- abp Gian Vincenzo Moreni (1982 - 1990) Włoch
- abp Agostino Marchetto (1990 - 1994) Włoch
- abp Francisco-Javier Lozano (1994 - 1999) Hiszpan
- abp Luigi Pezzuto (1999 - 2005) Włoch
- abp Joseph Chennoth (2005 - 2011) Hindus
- abp Francisco Padilla (2011 - 2016) Filipińczyk
- abp Marek Solczyński (2017 - 2022) Polak
- abp Angelo Accattino (od 2023) Włoch